# 四夷

中華思想の世界観

四夷（しい）あるいは夷狄（いてき）は、古代中国で中華に対して四方に居住していた異民族に対する総称（蔑称）である。四夷は漢民族（漢人）側から周辺の他民族への呼び名（蔑称）とするのが一般的だが、近年の研究（謝小東の遺伝子調査を含める）の結果、これまで考えられてきた漢民族の定義自体が名目上（中国的正統主義による考え）であった可能性が出てきている。

## 分類
古代中国において、異民族の支配を含め、中国大陸を制した朝廷が自らのことを「中華」と呼んだ。また、中華の四方に居住し、朝廷に帰順しない周辺民族を
- 東夷（とうい）
- 北狄（ほくてき）
- 西夷（せいい） → 西戎（せいじゅう）
- 南蛮（なんばん）

と呼び、「四夷」あるいは「夷狄」（いてき）と総称した。

## 概要
夷狄とは中華思想における支配民族（漢民族や漢人とは限らない）による異民族への蔑称を意味する。夷狄戎蛮（いてきじゅうばん）や戎狄（じゅうてき）、蛮夷（ばんい）とも呼ばれた。
中華（華の中）に対し、夷狄は外世界（華の外）を指す言葉で、未開・野蛮を意味する。したがって19世紀になるまで中華と非中華である夷狄との間に対等な外交や貿易は存在せず、朝貢と呼ばれる従属関係のみが結ばれた。
古代における文明の進化の差異や、朝廷に帰順しない周辺民族から絶えず攻撃や略奪を受けたことから、これらの呼称に蔑んだ意味を込めたが、現代中国では学術的以外これらの言葉は死語になっている。
- 周辺民族から絶えず攻撃や略奪を受けていたとする解釈は必ずしも適切ではなく、中華を名乗る側（必ずしも漢民族ではない）も、領土拡大を目的に周辺地域への侵略行為を繰り返してきた事実がある。古代漢民族の支配していた「中原」と呼ばれる地域も、現在の中国河南省および山西省南部などを含めた範囲に限られており、農耕民族である彼等が、奪った牧草地を掘り起こすことで砂漠化が促進されたとも言われている。
- 夷狄と蔑視された非中華の国や民族も独自の文化を築いており、必ずしも中華文明とに優劣があったとは言えない。あくまでも中華側の価値観で見た区別または差別である。
- 歴史上多くの他民族（夷狄）が進出して王朝を築いたため、実際には中華文明自体が非中華（夷狄）の影響を受けている。
- 歴史的にも稲作、仏教、鉄器、鐙、胡服から始まる服装など、様々な四夷文化（非中華）が持ち込まれており、文化や宗教価値観（道教含む）などを含めて多くの面で影響を受けているのも事実である。

## 本来の四夷の意味
古代、洛陽盆地の東方に広がる黄河、淮河、長江の大デルタ地帯に住み、農業と漁業で生活を立て、河川と湖沼を舟をあやつって往来する人々を『夷』（い）といった。「夷」は「低」「底」と同じく「低地人」という意味で、東方の住人なので「東夷」ともいう。洛陽盆地の北方では、黄土高原東部の山西高原がモンゴル高原から南に突き出して黄河の北岸に接している。山西高原は、古くはカエデ、シナノキ、カバ、チョウセンマツ、カシ、クルミ、ニレなどの森林におおわれ、陰山山脈や大興安嶺山脈の森林に連なっていた。この森林地帯に住む狩猟民は、毛皮や高麗人参を平原の農耕民にもたらし、農産物を手に入れる交易を行っていた。この狩猟民を『狄』（てき）と言った。「狄」は交易の「易」と同じ意味で、北方の住民なので「北狄」ともいう。洛陽盆地の西方の、甘粛省南部の草原に住んでいた遊牧民は、平原の農耕民のところへ羊毛をもってやって来た。かれらは『戎』（じゅう）といった。「戎」は「絨」と同じく羊毛という意味で、西方の住人なので「西戎」ともいう。洛陽盆地の南方の山岳地帯には、焼き畑を耕す農耕民が住んでいた。かれを『蛮』（ばん）といった。「蛮」はかれらの言葉で人という意味で、南方の住人なので「南蛮」ともいう。これらの生活様式の異なった人々（『東夷人』『北狄人』『西戎人』『南蛮人』）は、定期的に交易のために集まり、かれらの生活圏であった境の洛陽盆地やその周辺で互いに接触した。やがて、この人々が交易を行う場所に都市が発生したとされ、彼らが混ざり合って古代中国人の起源になった。黄河流域で最初に勢力をふるった「国」は『夏』である。夏人は、東南アジア系の文化をもった東夷で、内陸の水路をさかのぼってやってきて、河南省の黄河中流域に伝説の残る最古の王権を建てた。「夏」は「賈」や「価」と同じ意味で、夏人は「商人」を意味した。夏を征服して黄河流域に新しい王権を打ち立てたのが、北方の森林地帯から侵入した狩猟民（北狄）の殷人であった。殷人とその同盟種族は黄河流域の諸都市を支配し、その城壁の中では東夷系、北狄系、西戎系の人々が入り交じっていた。周人よりさらにおくれて、西方から隴西郡に入ってきた遊牧民が秦人である。これに対して、長江中流域の湖北省には、山地の焼畑農耕民（南蛮）出身の楚人が王国を建て、長江、淮河流域を支配して黄河流域の諸国と争った。かれらが中国人の先祖となった人々である。

## 四夷と中華の支配
清の第5代皇帝である雍正帝は、華夷思想により満洲人を夷狄とみなし、漢民族の明の復活を唱える思想家に対しては自ら論破し、討論の経緯を『大義覚迷録』という書物にまとめ、『孟子』にある「舜は諸馮に生まれて負夏に移り、鳴條で亡くなった東夷の人である。文王は岐周に生まれ、畢郢に死した西夷の人だ。距離の離れること千余里、時代にして後れること千年あまりだが、志を立てて中国で実行したことは割り符を合わせたように一致している。先の聖人も後の聖人も、みな軌を一にしているのである」という中国戦国時代の儒学者である孟子の言葉をなぞりつつ、「本朝が満洲の出であるのは、中国人に原籍があるようなものだ。舜は東夷の人だったし、文王は西夷の人だったが、その聖徳は何ら損なわれてはいない」と強調している。